# Nils Kjær

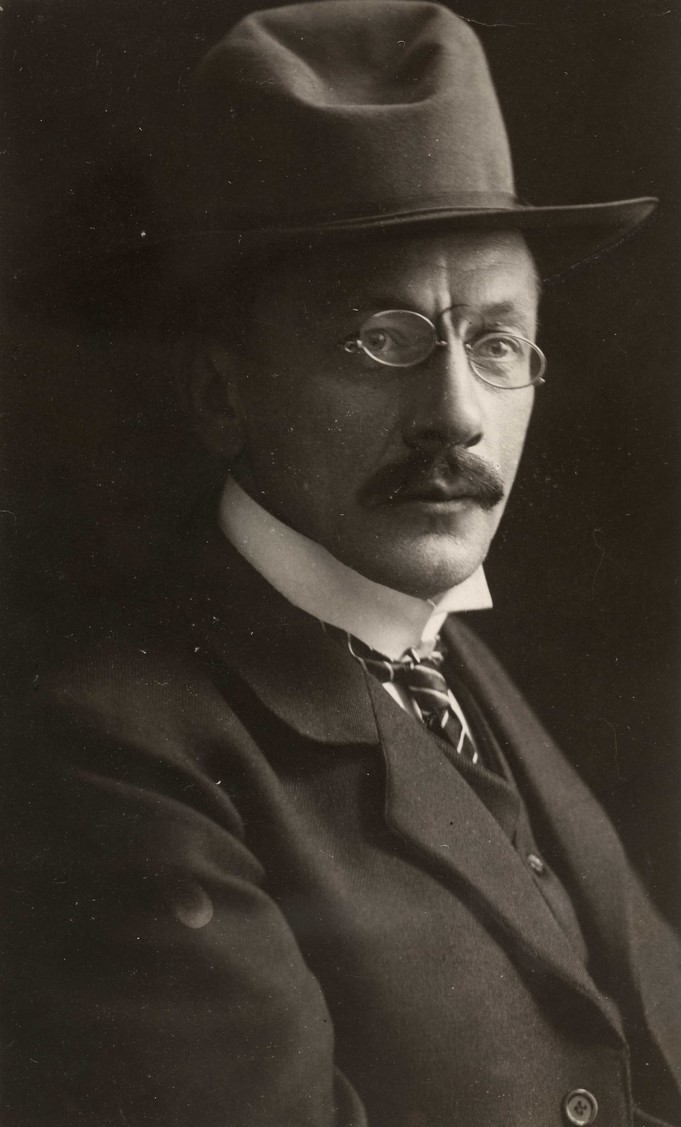
Nils Kjær (etwa 1915–1920)

Nils Kjær [Kæ.r] (* 11. September 1870 in Holmestrand, Vestfold; † 9. Februar 1924 in Son,Akershus) war ein norwegischer Essayist und Dramatiker. „Er war als einer der schärfsten Literaturkritiker seiner Zeit und als breit angelegter und sozial bewusster Essayist und Autor geachtet und berüchtigt.“ Seinen größten Erfolg erzielte er 1913 mit der Komödie Det lykkelige valg (1914 deutsch als Die glückliche Wahl), „die mit Witz und Humor die Degeneration der norwegischen Demokratie persifliert. Kjær war ein Kulturkritiker, der die engstirnige Prinzipienfrömmigkeit, den beschränkten Geist der Grönköpings scharf verfolgte und versuchte, breitere Ansichten und frischeren Wind in das kulturelle Leben Norwegens zu bringen.“

## Leben
Nils Kjær war der Sohn des Schiffers Nils Henrik Kjær (1833–1873) und der Christine Smestad (1837–1915). Sein Vater starb, als er drei Jahre alt war. Als Fünfjähriger wohnte er mit seiner Mutter und den beiden älteren Geschwistern Jens (* 1862) und Helene (* 1863) in Holmestrand auf Langgade 31. Die religiöse Mutter bestritt den Lebensunterhalt der Familie mit Näharbeit. Zehn Jahre später, 1885, lebten Niels und seine Mutter beim Großvater Jens Smestad (* 1812), Baumeister im Ruhestand, auf Kirkegaden 2. Die Geschwister Jens und Helene erscheinen in dieser Volkszählung nicht mehr (und auch in keiner späteren.)
1890 legte Nils Kjær das Examen artium (Abitur) ab und zog mit der Mutter nach Kristiania (Oslo) in die Seildugsgade, um zu studieren. 1892 bestand er das Examen philosophicum, die nach zwei Semestern vorgesehene Universitätsprüfung. Er wollte als freier Schriftsteller leben und „machte sich bald einen Namen in der intellektuellen Gemeinschaft der Hauptstadt“ als Autor von Artikeln und Essays in der Zeitschrift Kringsjaa, deren Redaktionssekretär er auch war. Seine Artikelserie im Dagbladet, die sich mit kritischem Witz gegen die ‚dekadenten‘ Literaten seiner Zeit richtete, junge Männer mit viel Freizeit und wenig Talent, machte die Leser auf den erst 21-Jährigen aufmerksam.
Kjær gehörte zur „pjolterintelligentsia“, einem intellektuellen Kreis von freizügigen Künstlern und Schriftstellern mit hohem Alkoholkonsum, der sich um den Kritiker Carl Nærup scharte und zu dem auch Nils Collett Vogt, Gunnar Heiberg, Jens Thiis und Sven Elvestad zählten. Trotz (oder wegen) ihres scharfen Intellekts waren sie politisch mehrheitlich konservativ. „Nils Kjær war radikal in seinem Angriff auf die Demokratie und die fortschrittlichen Kräfte seiner Zeit, ‚Modernität und Amerikanismus‘, wie er es nannte, während er sich später im Leben stärker zu christlichen Werten bekannte und von reaktionären politischen Strömungen ergriffen wurde.“

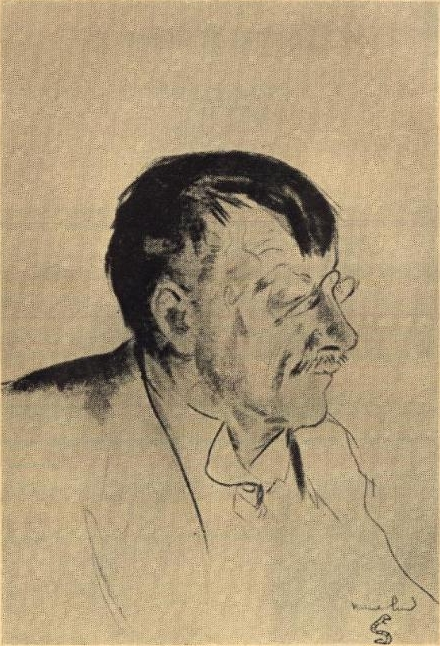
Nils Kjær (Zeichnung von Henrik Lund)

1895 veröffentlichte er mit Essays. Fremmede Forfattere (Essays. Ausländische Schriftsteller) eine erste Auswahl seiner Arbeiten, die von der Kritik sehr gelobt wurde: „Nils Kjær gehört mit diesem kleinen Buch zu den vielversprechendsten unter den jungen norwegischen Stilisten. Er besitzt nicht nur den Schwung und die Schlagfertigkeit, die von jedem geschickten Essayisten verlangt werden; seine Darstellungskunst ist auch von einer Originalität geprägt, die ihm einen besonderen Platz im Kreis der skandinavischen Kritiker sichert.“ Er erweist sich „als Prosaautor von höchstem Niveau, seine Sprache ist durch und durch geformt, elegant, von ausgesprochen schönheitssuchendem Charakter, sein Stil rhythmisch moduliert, pointiert, antithetisch, immer überraschend und unverwechselbar in Wortwahl und Stimmung.“
Die Essays behandeln Viktor Rydberg, Edgar Allan Poe, François Villon, Blaise Pascal, Teodor de Wyzewa, Wsewolod Michailowitsch Garschin, Dante und Laura Marholm. „While some of the pieces recall literary reviews, others present broad studies of literary lives. In the case of Poe, in particular, Kjær evinced his ability to transform literary criticism from mere descriptive accounts to portraits of personality and character, doing so by allying himself with the reader and at the same time by employing equal amounts of irony and passion.“
Am 26. August 1896 heiratete er Fredrikke Margrete („Maggen“) Dons (* 5. Februar 1872 in Stavanger; † 17. Februar 1956), die Tochter des stiftsprost (Diözesanprobst) Fredrik Christian Dons (1836–1885) und der Ebba Johanne Ullmann (1843–1908). Dadurch verband er sich mit den prominenten Familien Ullmann und Dons und wurde Schwager von Jens Thiis und Ella Anker. Maggen hatte die Schule ihrer Tante Ragna Nielsen besucht und war als Lehrerin und Übersetzerin tätig. Auch ihr Onkel Viggo Ullmann und ihre Großmutter Vilhelmine Ullmann waren bekannte Pädagogen.
Noch im selben Jahr unternahm das Ehepaar die erste einer Reihe von längeren Reisen, die nach Italien, Deutschland, Dänemark, London und Paris führten. Nils Kjær war vor allem von Florenz beeindruckt und er schätzte den entspannten Lebensstil der Italiener, ihre Ruhe und Würde.

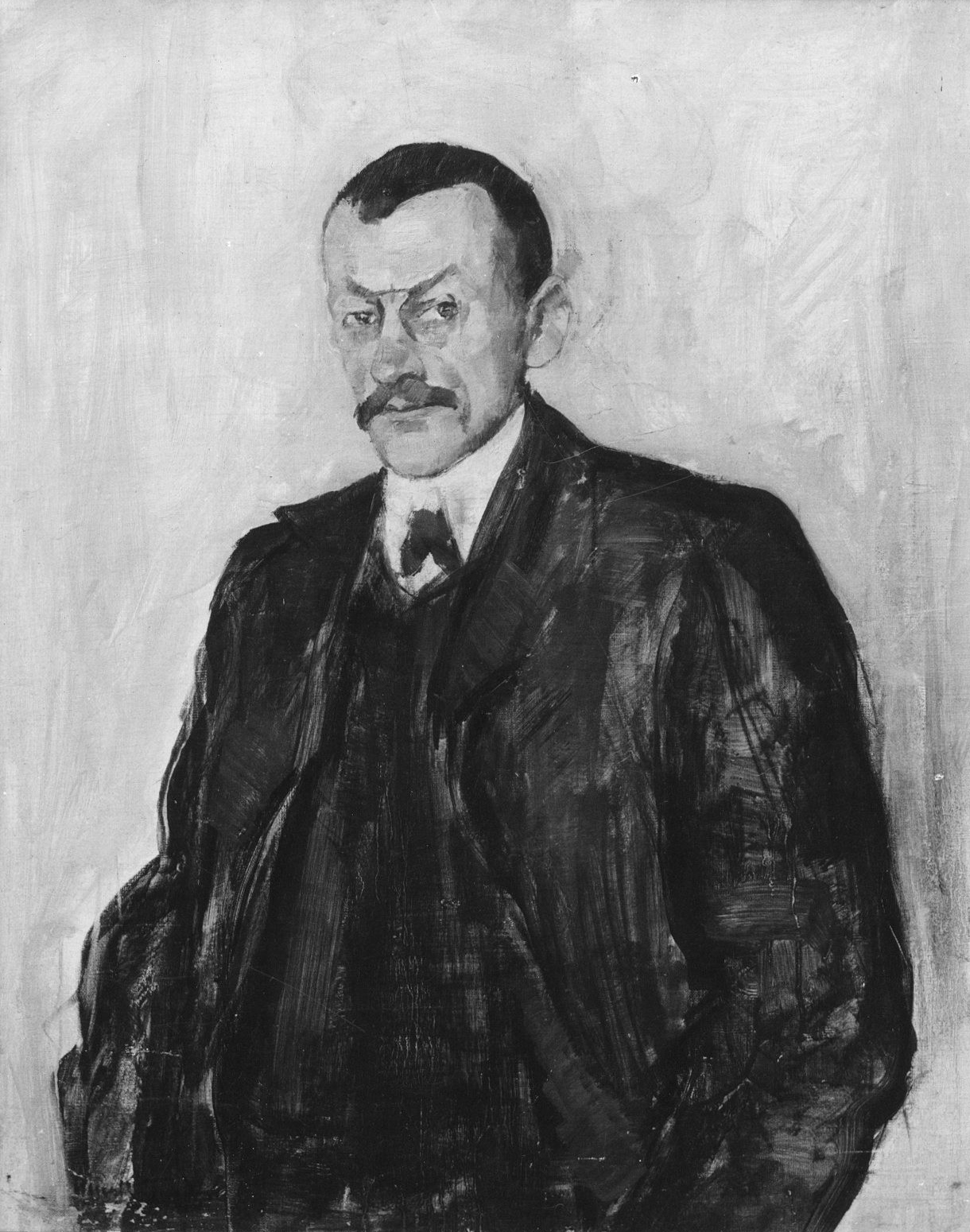
Nils Kjær (Gemälde von Henrik Lund)

Am 16. April 1898 wurde die Tochter Ebba Christine († 1972) geboren und in der Pfarre Gamle Aker getauft. Das Ehepaar war in den Osloer Vorort Aker in die Straße Bjergstien 16 gezogen. Im selben Jahr erschien Kjærs zweites Buch Bøger og Billeder. Kritiske Forsøg (Bücher und Bilder. Kritische Versuche) mit Essays über Werther, Henrik Ibsen, René Descartes, Maurice Maeterlinck, Albrecht Dürer, E. T. A. Hoffmann, August Strindberg und Sandro Botticelli und er gab eine Kritische Ausgabe der Komödien Ludvig Holbergs heraus.
Er lehnte es ab, sich um eine Professur an der Universität zu bewerben, und arbeitete weiter als Freiberufler für Zeitungen wie Morgenbladet und Aftenposten (1909–1921), Verdens Gang (bis 1910) und Tidens Tegn (seit 1910). Neben den Literaturessays und den Theaterkritiken (bei Aftenposten) trafen seine Reiseberichte aus dem In- und Ausland auf große Zustimmung: „Seine besten Chroniken und Causerien veröffentlichte er unter dem Titel ‚I Forbigaaende‘ [Im Vordergrund] (1903) – hier sind einige Briefe aus Capri, in denen er seine lyrisch schöne und strahlende Wortkunst voll entfaltet.“ Und über Smaa epistler [Kleine Briefe] (1908) hieß es: „Von größtem Wert sind hier die lyrisch feinen und zu Herzen gehenden Naturbilder und Reisebeschreibungen. In ihnen entfaltete Kjær seine tiefe und eigentümliche poetische Fähigkeit.“ Eine Auswahl der Episteln in deutscher Übersetzung erschien 1910 in Leipzig. In diesem Jahr wohnte die Familie Kjær in Kristiania auf Akersbakken 30 in der 2. Etage.
1902 debütierte Nils Kjær als Dramatiker mit Regnskabets Dag (1907 deutsch als Der Tag der Rechenschaft), „eher ein dramatisches Capriccio, ein Illusionsspiel mit menschenähnlichen Schatten und Schattenbildern als ein Drama über die Entfaltung und Entwicklung von Charakteren; – ein aphoristischer Monolog, der sich in einem Funkenregen aufblitzender Gedanken auflöst. Das Stück handelt von einem Mann, für den alles zusammenbricht, der aber die eigentümliche geistige Überlegenheit besitzt, um inmitten der Abscheulichkeit der Zerstörung zu triumphieren.“ (Carl Nærup) Das Stück endet für alle Beteiligten mit dem moralischen und finanziellen Ruin. Wenn der Vorhang fällt, sieht man den Protagonisten in seiner leeren Wohnung umherlaufen. Alles und alle haben ihn verlassen. Aber: „Er ist dankbar für all die Mühen, die ihm die subtile Nemesis bereitet. Und er bleibt auf der Plattform des unerschütterlichen Widerspruchs stehen, bis ihm das Dach auf den Kopf fällt und Hausierer und Pfandleiher sein Haus räumen. ... Die Landstraße hat immer einen Stein, an den er sich anlehnen kann. […] In diesem Bild der Heimatlosigkeit und Verzweiflung hat die romantische Stimmung des Niedergangs und des Untergangs im Stück ihre Vollendung gefunden. Der Dichter hat seinen Helden aus dem irdischen Getümmel herausgeführt ... hinauf zum Gipfel der Freiheit. Er hat die Stille und die Sterne über sich. Und er ist selig, unter dem himmlischen Zeichen der Unendlichkeit gestrandet zu sein.“ (Carl Nærup)

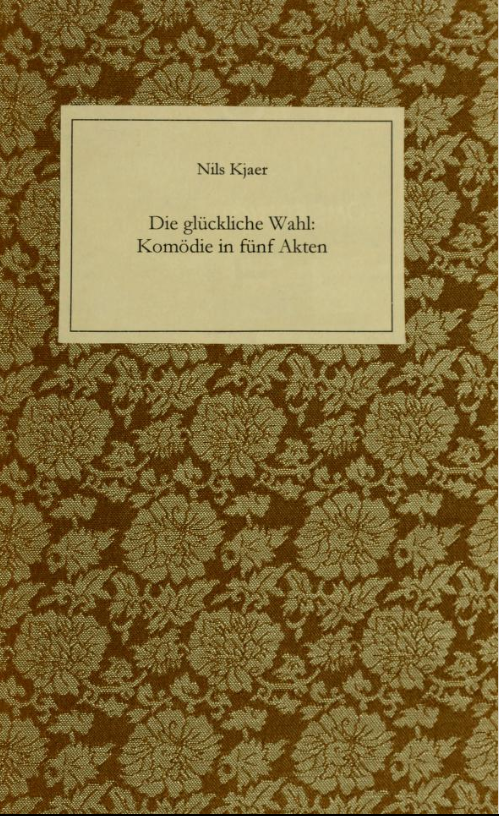
Nils Kjær: Die glückliche Wahl, Georg Müller, München 1914

Seinen größten Erfolg hatte Kjær 1913 mit Det lykkelige valg (1914 deutsch als Die glückliche Wahl), einer Komödie (diesmal eine in der klassischen Bedeutung dieses Wortes), die im Jahr der Uraufführung gleich von sechs verschiedenen norwegischen Theatern aufgeführt wurde – auch später immer wieder und bis ins 21. Jahrhundert. „Die glückliche Wahl“ ist die Wahl von Frau Lavinia Celius ins Storting, die gegen den liberalen Gegenkandidaten, ihren eigenen Ehemann, den Wahlsieg davonträgt, „wenn auch auf rein farcenhafte Weise.“ Dieser Ehemann, „das Symbol für Selbstgefälligkeit und Wichtigtuerei in der Politik schlechthin“, ist ein krasser Opportunist, „und so trinkt er heldenhaft Saft und Wasser, spricht Landsmål und erklärt sich bereit, sich ohne Rücksicht auf seine eigenen Sympathien auf das Handauflegen einzulassen, wenn es erforderlich ist, denn nüchterne Menschen, Liebhaber des Landsmåls und Religiöse sind mächtig in der kleinen norwegischen Küstenstadt, in der sich die Handlung abspielt.“ Herr Celius erklärt sich hier zu Praktiken bereit, die Nils Kjær verabscheute.
Nils Kjær beteiligte sich nämlich mit großem Einsatz an gesellschaftlichen und politischen Debatten. So spottete er über das 1914 bis 1927 in Norwegen geltende Alkoholverbot (Brennevinsforbudet). Die Rechtschreibreform von 1907, nach der sich die Orthographie nach der norwegischen Aussprache richten sollte, lehnte er als „rampefornorskning“ (Fassadenreparatur) entschieden ab und rief dazu auf, das Riksmål vor dem Nynorsk und der sprachlichen Vereinheitlichung zu „retten“. Volkskundler und frühe Vertreter des Samnorsk wie Moltke Moe wurden Opfer seines Zorns. Auch für Fridtjof Nansen, 1905 ein Verfechter des selbständigen Königreichs Norwegen und in den Folgejahren dessen diplomatischer Vertreter, fehlte Kjær jedes Verständnis. Sein berühmter Reisebrief Vestlandsreise, 1909 in Verdens Gang erschienen, enthält zahlreiche polemische Seitenhiebe gegen die Richtung der Reformer.
Besonders zuwider waren ihm die Politik und das Parlament. In der Parteipolitik sah er die Vorherrschaft der Mittelmäßigkeit und in der Verwaltung den Feind der Kreativität. „Es ist an der Zeit, dass wir Norweger anfangen, ein wenig über die Gesetze zu lachen. Nicht über alle, Gott bewahre, aber über die 99 Prozent“, schrieb er 1920 in seiner Essaysammlung Svundne somre (Vorbei die Sommer). Mit dem Ausbruch des Ersten Weltkriegs wurde Nils Kjær ein entschiedener Parteigänger Deutschlands, dessen Kriegsführung er als „energischen Selbsterhaltungstrieb dieses gesunden Volkes“ bezeichnete, und: „Bismarck und Kant waren deutsche Denker und Wilhelm II. ist ihr größter Schüler.“ (Aus Tidens Tegn, in einem deutschen Provinzblatt mit Wohlwollen zitiert.) In den Nachkriegsjahren äußerte Kjær sich in seinen Artikeln positiv zu Mussolini und ließ antisemitische Tendenzen durchscheinen.

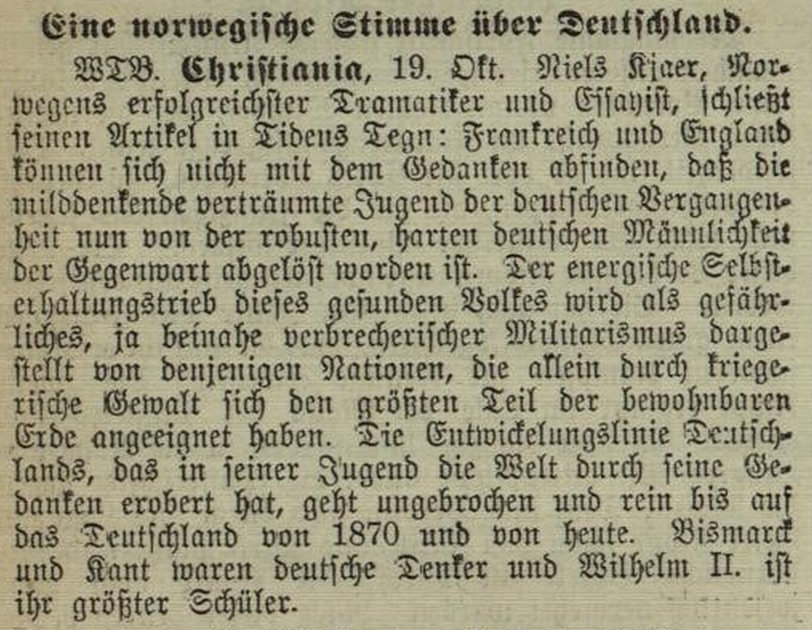
Artikel Eine norwegische Stimme über Deutschland in Bauländer Bote 20. Oktober 1914, Seite 2

In seinen letzten beiden Lebensjahren lebte er mit seiner Frau in Son (Akershus), bei schlechter Gesundheit und in trüber Stimmung. „Ich war nie die Gabe Gottes unter den Dichtern, aber ich war ein Dichter“, sagte er auf dem Sterbebett.

## Würdigungen
„Sie sehen, dass ich nicht tot bin – es ist Ihnen wahrscheinlich klar, dass ich geboren wurde. Ich kann Ihnen mitteilen, dass ich verheiratet bin. Das ist meine Biographie.“

„Thematisch deckt er ein sehr breites Spektrum ab, von beißender Satire bis zu den schärfsten Beschreibungen von Natur und Atmosphäre, über Petitionen zu allem, von Seewürmern und Ameisen bis zu Zigaretten und Landwirtschaft. Unabhängig von der Thematik gibt es immer ein starkes Engagement, ein klares humanistisches Bewusstsein.“

„Nils Kjær gleicht einem Kaktus mit ausgefahrenen Stacheln ... aber manchmal treibt der Kaktus Rosen.“

„Nils Kjær ist der Autor in Reinkultur. Nie eine sentimentale Entblößung; nie eine unbewusste Naivität; alles kontrolliert, klar, sicher. Jede Bewegung des Geistes des Schriftstellers muss dem Werk dienen. Keine flatterhafte Stimmung darf die harmonische Ordnung der Sätze unterbrechen.“

„Kjær ist zum beliebtesten Causeur des konservativen Publikums geworden, auch wenn seine Art und Weise fast einem künstlerischen Anarchismus gleicht. Sein Stil ist klar und anmutig, in einer eigentümlichen Mischung aus akademischem und künstlerischem Ausdruck.“

“Alongside his warm descriptions of the Norwegian landscape emerged polemics concerning modern culture. His conviction that technological progress signified the regression of humanity colored his deep concern for the humanitarian ideal and cultural values.”

„Kjær ist eine ausgesprochen negative Natur, die über das Elend dieser Welt am meisten zu sagen hat“

## Veröffentlichungen

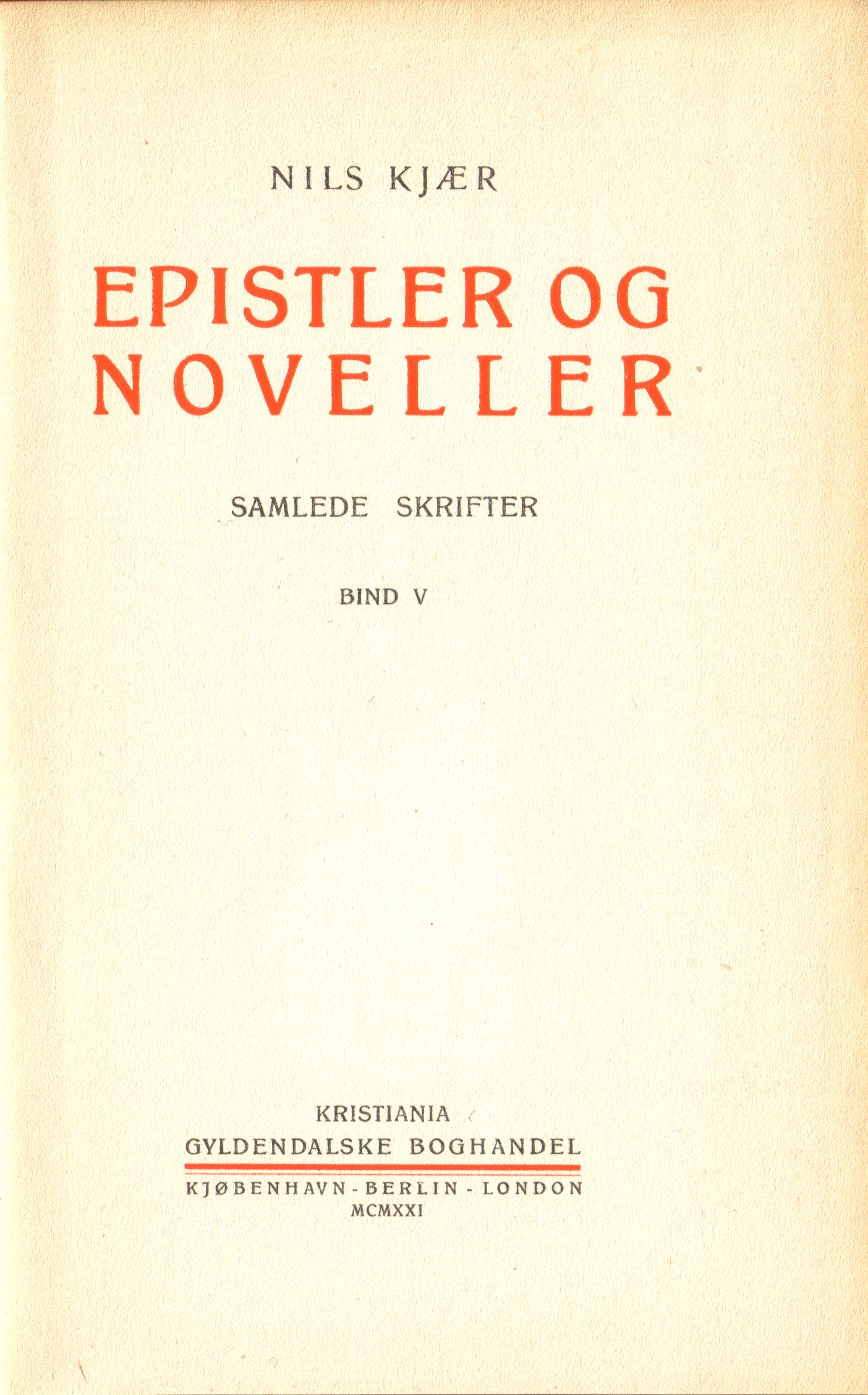
Epistler og Noveller. Samlede Skrifter Bind V, Kristiania 1921

(Quellen: )

### Essays
- Essays. Fremmede Forfattere. Bertrand Jensens Forlag, Kristiania 1895.
- Bøger og Billeder. Kritiske Forsøg. Feilberg & Landmarks Forlag, Kristiania 1898.
- I forbigaaende. 1903.
- Smaa epistler. 1908.
- deutsche Auswahl: Capriccio (Empfindsame Schlenderepisteln). (Übersetzung von Emilie Stein.) Verlag von Georg Merseburger, Leipzig 1910.
- Nye epistler. 1912.
- Svundne somre. Epistler og artikler. Gyldendalske Boghandel, Kristiania 1920.
- Samlede skrifter. 5 Bände, Gyldendalske Boghandel, Kristiania 1921–1922.
- Siste epistler. Med et forord av Ronald Fangen. Some & Co.S Forlag, Kristiania 1924.
- Epistler. 1949.
- B. H. Evandt (Hrsg.): Ukjente epistler. Holmestrand 1995.

### Schauspiele
- Regnskabets Dag. Skuespil i tre Akter. Kopenhagen 1902. Uraufführung am 4. März 1908 im Nationaltheatret. 
  - deutsch: Der Tag der Rechenschaft. Schauspiel in drei Akten. (Übersetzung von Emilie Stein.) S. Fischer, Berlin 1909.
  - Der Tag der Rechenschaft. Schauspiel in drei Akten. Inktank-Publishing (Druck auf Anfrage) ISBN 3750385211.
- Mimosas hjemkomst. (Mimosas Heimkehr.) 1907. Uraufführung am 26. November 1908 im Nationaltheatret. (Als Fortsetzung von Regnskabets Dag konzipiert.[1])
- Det lykkelige valg. Komedie i fem akter. 1913. Uraufführung am 9. Januar 1914 in Den Nationale Scene. 1914 weitere Aufführungen im Nationaltheatret, Trondhjems Nationale Scene, Centralteatret, Central-Tournéen und Stavanger Faste Scene.
  - deutsch: Die glückliche Wahl. Komödie in fünf Akten. (Übersetzt u bearbeitet von Carl Morburger.) G. Müller München 1914. Digitale Version im Internet Archive.
  - Die glückliche Wahl. Inktank-Publishing (Druck auf Anfrage) ISBN 375093049X.
  - Fernsehfilm: Det lykkelige valg. Regie Magne Bleness, 1968 Besetzungslistef bei IMDb.
- For træet er der haab – . Tragikomedie i to akter. (Für den Baum gibt es Hoffnung – Tragikomödie in zwei Akten.) 1917. Uraufführung am 5. Dezember 1918 im Nationaltheatret. (Ein religiöses Drama, das die psychologischen Auswirkungen von Krankheit schildert.[1])
- Ønskekvisten. Lystspill. (Der Wunschbrunnen.), 1921. Uraufführung am 2. Januar 1921 im Centralteatret.
- Gesammelte Theaterstücke, in der Zeitschrift Teater 1921–1922.

### Sonstiges
- Det evige Savn. To Noveller. (Kurzgeschichten) Kopenhagen 1907.
- «Vestlandsreise». in: Verdens Gang 1909.

### Herausgeberschaften und Übersetzungen

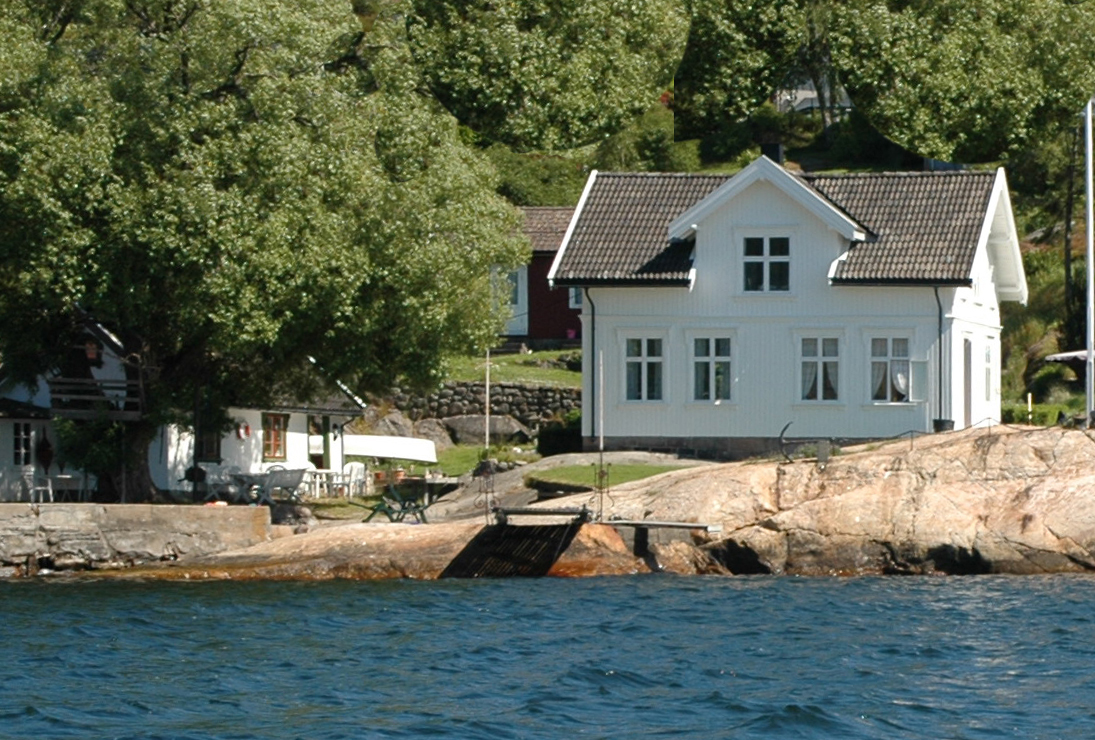
Pjåken, das Haus von Nils Kjær in Son

- Ludvig Holbergs Comoedier. Tekstredaktion og Indledning ved Nils Kjær. Olaf Husebys Forlag, Kristiania 1898.
- Don Quijote. Den skarpsindige Adelsmand Don Quijote av La Mancha. Oversat fra Spansk av Nils Kjær og Magnus Grønvold. Med Billeder av Goya, Daumier og Marstrand. 2 Bände, Cammermeyer, Kristiania 1910–1918.
- Anton Tschechoff: En Tvekamp. Oversat av Nils Kjær. (Ein Zweikampf, original: Дуэль.) Helge Erichsen & Co.S Forlag, Kristiania 1915.
- Jean-Baptiste Molière: Den inbildt syge. (Der eingebildete Kranke, original: Le Malade imaginaire.) Uraufführung am 8. Oktober 1913 im Nationaltheatret.
- August Strindberg: Kornmo. (Wetterleuchten, original: Oväder.) Uraufführung am 1. November 1917 im Nationaltheatret.
- August Stringberg: Paaske. (Ostern, original: Påsk.) Uraufführung am 10. Oktober 1919 im Nationaltheatret.